# 中華民國—印度尼西亞關係
中華民國與荷屬東印度以及現今的印度尼西亞共和國（通稱印尼）於1912—1942年、1945—1950年有總領事關係，其後兩國雖無官方外交關係，但在對方首都互設具大使館功能之代表機構。

## 歷史

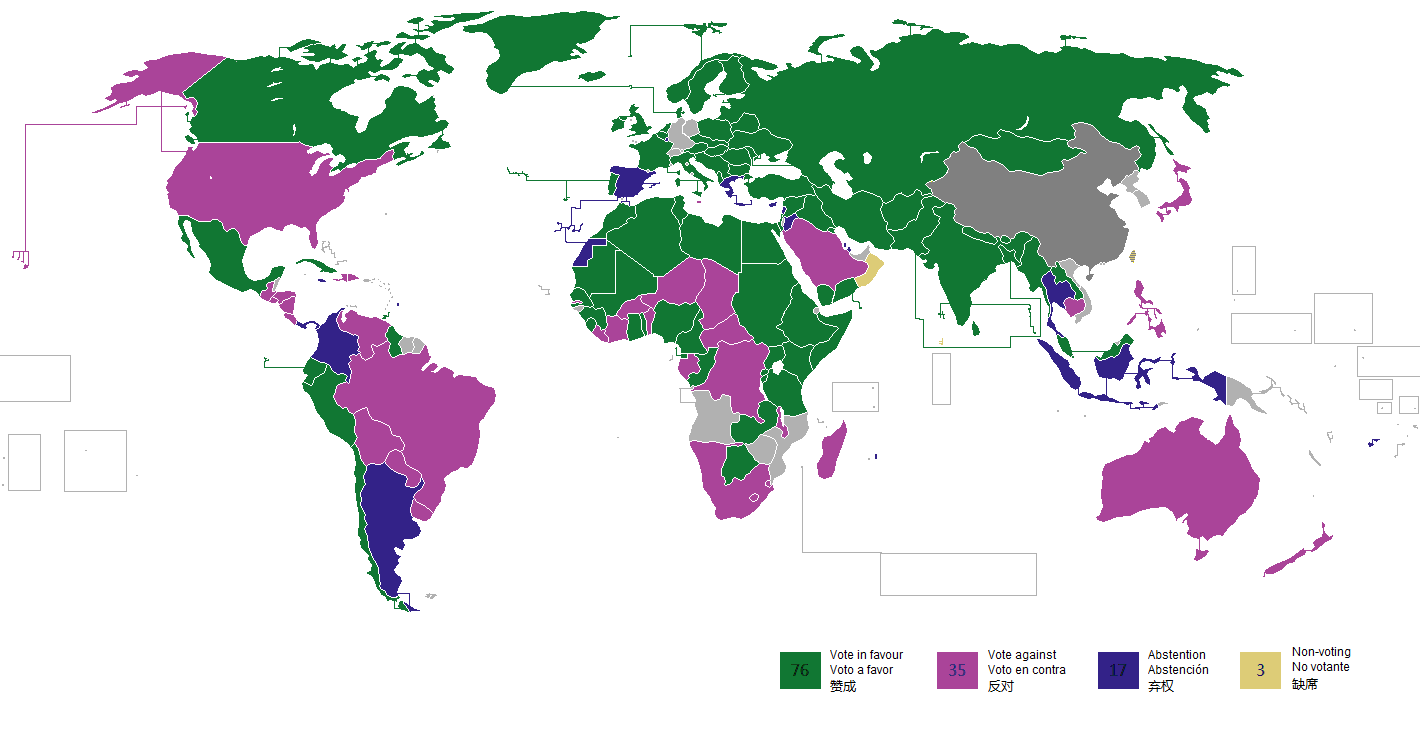
藍色國家表示在1971年的投票中對於中華民國續留聯合國一案棄權，即《聯合國大會2758號決議》，其中包括印尼。

### 外交
1912年，中華民國建立後，在時為荷屬東印度設立駐爪哇總領事館，並派駐總領事。
1930年，赴印尼華校任教的女教師蕭信庵，遭荷蘭船「渣華號」船員性侵的事件，引發反荷蘭的騷動，是為反荷運動。
1932年6月14日，駐爪哇總領事館更名為駐巴達維亞總領事館。
1942年3月，日本占領荷屬東印度，總領事館關閉。1945年8月，日本投降後復館。
1949年12月24日，特派吳鐵城為中華民國慶賀荷蘭王國向印尼聯邦移交主權及印尼共和國獨立典禮特使；派蔣家棟為副使。
1950年2月8日，駐巴達維亞總領事館更名為駐加達總領事館。4月13日，印尼蘇卡諾政府與中華人民共和國建交，中華民國關閉總領事館，結束總領事關係。
1962年8月24日，印尼拒絕中華民國代表團參加於雅加達舉行的亞洲運動會（另一被拒絕的是以色列）。
1967年10月27日，反共的蘇哈托政府與中華人民共和國斷交，但並無和中華民國恢復官方關係。
1971年10月25日，印尼對於中華民國是否續留聯合國的投票採棄權方式，即《聯合國大會2758號決議》。
1981年，中華民國行政院院長孫運璿訪問印尼，並會晤蘇哈托總統。
1994年2月春節期間，中華民國總統李登輝訪問印尼，會晤總統蘇哈托與科技部長哈比比等，是第一位訪問印尼的中華民國元首。11月，行政院經濟建設委員會主任委員蕭萬長前往印尼雅加達，代表總統李登輝參與亞太經濟合作會議領導人非正式會議。
1998年1月，行政院院長蕭萬長訪問印尼。
1998年5月，在印尼排華事件中，中華民國政府多次緊急指派專機飛往印尼疏散受難者，另一方面外交部長胡志強於同年7月29日公開召見印尼駐臺代表，當面向印尼提出了「最嚴正抗議」。
2002年8月，中華民國副總統呂秀蓮訪問印尼。
2002年12月，印尼外交部長維拉尤達表示，印尼將拒絕中華民國總統陳水扁前往訪問，並且永遠不歡迎台灣總統到訪。對此，中華民國外交部訓令駐印尼代表處向印尼政府表達強烈不滿與抗議，同時召見印尼駐台代表陳蔽霖（ISKANDAR SABIRIN）前往外交部當面表達強烈抗議的嚴正立場並要求呈報給印尼政府。
2006年5月，總統陳水扁訪問印尼。
2006年10月，印尼前總統哈比比預定抵台出席「亞太商工總會40週年慶祝大會暨21屆大會」，但在中華人民共和國的施壓下取消行程。
2013年5月9日，在廣大興28號事件中，雖然中華民國與印尼沒有正式的外交關係，但印尼官方支持中華民國政府向國際法庭申訴。
2020年4月14日，對於2019冠状病毒病疫情在全球擴散，中華民國外交部宣布第2波國際援助行動，其中捐贈160萬片口罩給印尼在內的8個新南向政策國家。

### 代表機構

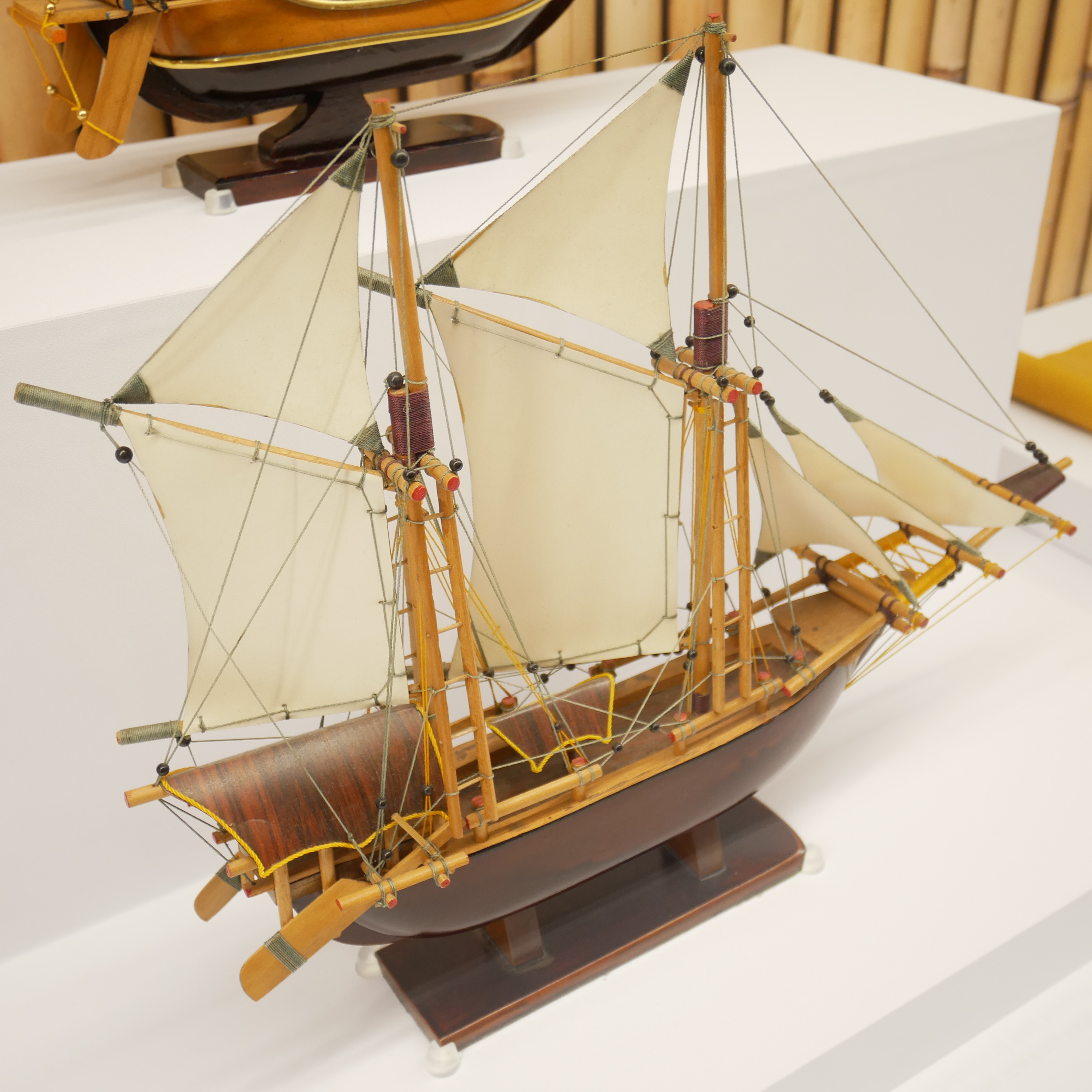
駐台北印尼經濟貿易代表處所藏印尼布吉人菲尼斯船模型

1967年9月18日，中華民國工商界赴印尼友好貿易訪問團於印尼首都雅加达與印尼工商代表團簽署《中印直接貿易及經濟合作基本協議書》，同意為促進直接貿易，在對方首都互設代表機構。
1971年6月1日，印尼於中華民國首都設立駐臺北印尼商會。1994年7月7日，根據第48/1994號總統令，更名為具大使館功能的駐台北印尼經濟貿易代表處，1995年1月實施。
1972年7月4日，中華民國於印尼首都設立駐耶加達中華商會（Chinese Chamber of Commerce to Jakarta, Indonesia）。1990年1月19日，更名為類似功能的駐印尼台北經濟貿易代表處（Taipei Economic and Trade Office, Jakarta, Indonesia）。2015年12月，於第2大城設立具領事館功能的駐泗水臺北經濟貿易辦事處。

## 民間交流

### 僑民
臺灣在印尼之僑民有20萬9,000人（2012年底），知名人士包括白嘉莉。印尼在臺灣的僑民則有18萬2,597人（2013年5月）。出身印尼而已歸化為中華民國國民的知名人物包括：王宇婕與莫愛芳等。

### 移工
在台灣工作的東南亞移工，印尼人是人數最多的，截至2017年12月，共有25萬8,048人；職業類別上大多數是屬於「醫療保健及社會工作服務業、其他服務業」。
2014年10月就任印尼總統佐科威表示他知道在臺印尼勞工獲得良好對待，他很感謝臺灣善待這些印尼勞工，印尼將繼續維持這種合作關係，並呼籲印尼勞工應遵守臺灣的法律並尊重臺灣習俗。他確信臺灣給予這些印尼勞工好的薪水，如果臺灣還需要更多的印尼勞工，他們也會推薦親友到臺灣工作，「這是我們（臺灣和印尼）關係的基礎」。佐科威也感謝多數在臺印尼勞工在總統大選中支持他，「我希望我們能夠在臺灣見面」。印尼國會副議長帕利約也表示，「臺灣善待印尼勞工的經驗足以成為中東及世界其他國家對待印尼勞工的最佳範例」。臺灣雇主與印尼幫傭互動融洽的真實案例也曾登上社會新聞，讓印尼官員深受感動。印尼國家通訊社安塔拉社長賽佛亦稱「臺灣對印傭好大家都知道」。
2020年12月，有鑑於印尼的2019冠狀病毒病疫情，中央流行疫情指揮中心宣布暫停引進印尼籍移工赴台工作，後續視當地疫情滾動檢討。

### 教育
至2017年，印尼留臺學生總數為6,453人。在印尼並成立9個留臺同學組織暨總會。
國立臺灣師範大學於首都雅加達及華人城市泗水分別設立雅加達臺灣學校、泗水臺灣學校；國立台灣科技大學亦於泗水設立台灣高等教育中心。並舉辦多屆台灣印尼高等教育論壇、臺灣高等教育展。

### 宗教
2007年，在台灣的印尼穆斯林為凝聚向心力及爭取經濟、社會與宗教權益而成立台灣印尼穆斯林之家，會址設於台北文化清真寺。
2017年10月，伊斯蘭宗教學者理事會主席馬魯夫·阿敏抵台訪問，除會見副總統陳建仁，也在臺北、高雄與台灣業者共同舉辦印尼清真認證說明會，拓展臺印清真認證合作。

## 經濟
2015年4月，成立印尼臺灣經濟交流協會（Indonesia Taiwan Business Council），建立雙邊廠商及政府間之商務、投資交流平台，以及與印尼商工總會等機構建立正式溝通管道，也舉辦臺灣印尼經濟合作會議。其他個別舉辦的有：臺灣印尼食品對話會議（2023年第4屆）、臺灣印尼鋼鐵對話會議（2023年第6屆）、臺灣印尼產業高峰论坛（2023年第6屆）、臺灣印尼貿易投資聯合委員會（2023年第10屆）、臺灣印尼农业合作諮商會議（2021年第5屆）等。

### 貿易
中華民國對外貿易發展協會（外貿協會）於印尼首都設立雅加達台灣貿易中心。經濟部國際貿易署也在雅加達設立駐印尼代表處經濟組。
| 年分 | 貿易總額       | 貿易總額 | 貿易總額 | 出口至印尼    | 出口至印尼 | 出口至印尼 | 自印尼進口     | 自印尼進口 | 自印尼進口 | 順逆差 |
| 年分 | 金額           | 年增減   | 排名     | 金額          | 年增減     | 排名       | 金額           | 年增減     | 排名       | 順逆差 |
| ---- | -------------- | -------- | -------- | ------------- | ---------- | ---------- | -------------- | ---------- | ---------- | ------ |
| 2017 | 8,074,528,309  | ▲14.4%   | 14       | 3,193,405,884 | ▲16.3%     | 15         | 4,881,122,425  | ▲13.2%     | 10         | 逆差▲  |
| 2018 | 8,816,825,944  | ▲9.2%    | 15       | 3,329,566,880 | ▲4.3%      | 16         | 5,487,259,064  | ▲12.4%     | 10         | 逆差▲  |
| 2019 | 7,603,192,288  | ▼13.8%   | 15       | 2,921,653,845 | ▼12.3%     | 16         | 4,681,538,443  | ▼14.7%     | 12         | 逆差▼  |
| 2020 | 6,785,045,233  | ▼10.8%   | 15       | 2,276,942,124 | ▼22.1%     | 17         | 4,508,103,109  | ▼3.7%      | 14         | 逆差▲  |
| 2021 | 10,980,225,733 | ▲61.8%   | 14       | 3,070,256,987 | ▲34.8%     | 17         | 7,909,968,746  | ▲75.5%     | 11         | 逆差▲  |
| 2022 | 14,427,262,539 | ▲31.4%   | 13       | 3,214,987,058 | ▲4.7%      | 18         | 11,212,275,481 | ▲41.7%     | 11         | 逆差▲  |
| 2023 | 10,399,313,685 | ▼27.9%   | 14       | 3,010,136,075 | ▼6.4%      | 17         | 7,389,177,610  | ▼34.1%     | 12         | 逆差▼  |
| 2024 | 10,778,245,508 | ▲3.6%    | 15       | 3,063,983,524 | ▲1.8%      | 17         | 7,714,261,984  | ▲4.4%      | 12         | 逆差▲  |

2023年的兩國貿易項目如下：
出口至印尼的前10大項目為：集成电路；石油與提自瀝青礦物之油類（原油除外）、以石油或瀝青質礦物為基本成份之未列名製品、廢油；合成纖維絲紗梭织物；合金鋼之扁軋製品；針織或鉤針織品；經塑料加工之纺织品；橡膠或塑膠加工機或以此類原料製造產品之機械；乙烯之聚合物；聚酰胺；具有特殊功能之機器與機械用具等。
自印尼進口的前10大項目為：煤、煤磚、煤球與煤製類似固體燃料；不鏽鋼扁軋製品；不鏽鋼鑄錠與半製品；石油氣與其他氣態碳氫化合物；铁或非合金鋼之半製品；固定、可變或可預先調整之电容器；铜矿石及其精砂；無水氨或氨水溶液；未經塑性加工锡；銅廢料及碎屑等。

### 投資
印尼為臺商生產布局與擴展東協市場的據點，在印尼設廠生產爭取內需市場商機，並與當地企業合作共同拓展東協市場。臺商投資印尼由傳統勞力密集型產業逐步轉向二線發展城市，新投資案亦以資本與技術密集型產業為新的趨勢。
根據印尼投資部統計，1990－2022年，臺商赴印尼總投資金額約50億美元，計有5,353件。2022年，投資金額約2.36億美元，計有493件，是印尼第16大外資來源，占比約0.5%。赴印尼投資除直接來自臺灣外，有許多是透過第3地轉投資印尼，因此實際件數應高於印尼官方統計。目前在印尼的臺商約2,000家，共計約2萬人，為印尼創造近百萬的就業機會。主要投資項目有：紡織（占比30.31%）、電子電機與精密機械（21.52%）、製鞋（17.89%）、金属製品（10.43%）、家具、輪胎、非鐵礦石、金融服務、農漁等。臺商在印尼的產業聚落：汽車零配件多在雅加达東部、万丹省丹格朗地區、西爪哇工業區。紡織業多在萬隆、雅加達、三寶壟。製鞋業多在丹格朗、泗水、中爪哇（三寶壟）。服務業多在雅加達、泗水。投資地點在中爪哇省占比27.56%、西爪哇省25.78%、廖内群岛省17.48%。另根據中華民國經濟部投資審議司統計，截至2023年，臺商赴印尼總投資金額約29.90億美元；印尼赴臺灣總投資金額約1.67億美元，計有873件。

#### 食品飲料
在印尼的臺灣連鎖茶飲業者有：日出茶太（2022年400間）、50嵐（臺灣直營，69間）、歇腳亭（40間）、幸福堂（36間）、丸子（26間）、貢茶（18間）、快樂檸檬（18間）、嚮茶（11間）、老虎堂（8間）、吃茶三千（3間）等。門市地點的選擇偏好購物中心，較少類似臺灣的露天商圈型態（例如西門町）。

#### 石油化學
2018年10月11日，印尼國營事業部長麗妮·蘇馬爾諾宣布，由台灣中油公司與印尼國營石油公司簽署《印尼石化園區架構協定》，由雙方董事長代表簽署。將共同評估於印尼興建年產100萬公噸乙烯的輕油裂解廠及石化下游工廠，預估投資金額約65億美元（約2,000億新台幣），台灣中油投資45%、印尼國營事業投資45%，剩下的10%由台灣和國際中下游廠商投資。

### 商會／銀行
臺商在雅加達、泗水、蘇北、巴淡、萬隆、中爪哇、峇里島、井里汶、勿加泗等地設立「臺灣工商聯誼會」，為整合印尼各地台商會，於是成立「印尼台灣工商聯誼會總會」。中國信託商業銀行是唯一在印尼獨資經營的臺灣銀行，中國信託印尼子行成立於1997年，總部設於雅加達，目前共設有3處分行、8處支行。其他如第一商業銀行（1998年）、上海商業儲蓄銀行（2015年）、國泰世華商業銀行（2015年）、臺灣銀行（2019年）、台北富邦商業銀行（2019年）、中國輸出入銀行（2022年）則設立辦事處。
印尼人民銀行於2020年在臺北設立分行，是首家在臺灣設立分行的印尼銀行。

### 摩羅泰島開發合作

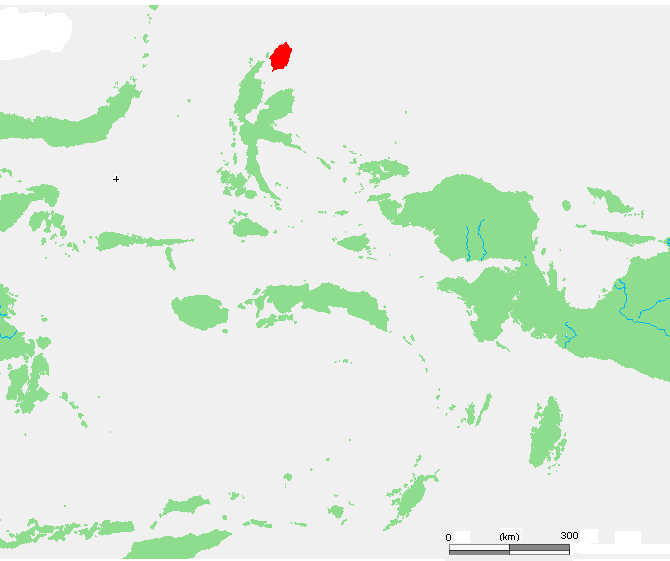
摩羅泰島於摩鹿加群島中的位置。

駐印尼台北經濟貿易代表處與駐台北印尼經濟貿易代表處於2012年簽署《摩羅泰島共同開發計畫諒解備忘錄》，透過「指導委員會」對印尼北摩鹿加省摩羅泰島（距臺灣約2,600公里）進行整體產業開發，包括漁產加工業、造船業、交通業、旅館業以及觀光業。摩羅泰地方建設局表示此一經濟特區之開發會為摩羅泰島帶來十萬名的勞力以及數千億印尼盾的收入。印尼總統尤多約諾於2014年7月2日批准「摩羅泰島經濟特區」開發案，提升兩國在經貿、觀光、農業、漁業等領域的合作。

### 農業合作
自1996年起，兩國每年輪流主辦農業部部長級會議。2016年起，改舉辦農業合作諮商會議，至2021年舉辦第5屆。
兩國於2010年簽署《一鄉一特產合作協議》，透過臺灣駐印尼農業技術團進行推廣，在西爪哇省、中爪哇省、東爪哇省以及峇里省從事推廣事業，協助當地農民進行產業振興。
2016年5月12日，駐印尼台北經濟貿易代表處與駐台北印尼經濟貿易代表處在台北簽署了農業合作協定，強化農業合作夥伴關係，雙方將基於平等互惠原則，致力糧食作物、園藝、畜牧及坡地作物改良、共同投資等合作。
駐印尼技術團「萬隆地區強化農企業培育計畫」於2016年完成建置智能環控溫室及集貨處理場。透過該計畫示範效果，對於印尼萬隆地區及臺灣相關產業帶來提升當地蔬果品質、促進當地農企業發展，以及增加臺灣溫室設備相關產業出口的優勢與機會。

### 佐科威與中華民國
於2014年當選、就任印尼總統的佐科威於從政前經營家具公司，和中華民國、新加坡、南韓與日本都有往來，常前往台灣洽商業務的他對台灣熟悉且友善。木匠之子佐科威表示他以前常對友人說，假日時如果找不到他，他就是在台灣處理生意。他盛讚台灣消費力高、是很好的家具市場。他至今仍記得台灣的美食、人情和西門町的繁華景象，他還能憑記憶用精準的國語唸出「西門町很熱鬧」的中文。佐科威表示，台灣的製造業、企業能力強，也有良好的管理制度和處理投資的優秀人才，基礎建設良好，印尼和台灣一定要繼續合作。他指出，2013年台灣投資印尼的金額為4億美元，這是龐大的金額，他期盼台灣對印尼的投資能持續增加，「我想邀請你們造訪印尼，來印尼投資」。時任雅加達省長的佐科威也是最終落實鴻海科技集團（Foxconn）印尼投資案的關鍵人物。

## 司法

### 犯罪事件
2017年3月29日，中華民國警方和印尼警方聯手破獲詐騙集團，此行動由刑事警察局掌握線報並將相關情資提供給印尼，因此循線逮捕54名嫌犯，其中18名台灣人被遣返回台。
印尼總統佐科威自2014年上任後就宣誓要讓國內的毒品問題被徹底解決，不僅對本國人嚴格，對外國籍販毒者、涉案人士也一律「重刑」處分。2018年4月26日，南雅加達地區法院判處8名台灣男子因走私1公噸的甲基苯丙胺（俗稱冰毒）死刑。截至2018年10月，已有21名台灣人因為在印尼販毒遭判死刑，不包括在印尼警方行動中遭擊斃者。
2024年6月27日，印尼峇里島移民局逮捕103名涉嫌電信犯罪的嫌犯，其中102名是臺灣人、1名是香港人。7月4日，11名有通緝身分的臺灣嫌犯，率先遣返臺灣歸案。

## 協定
| 日期           | 簽署                                                                                          | 備註                 |
| -------------- | --------------------------------------------------------------------------------------------- | -------------------- |
| 1979年10月26日 | 《駐加達中華商會與駐臺北印尼商會間農業技術合作協定》                                          | 協定非台灣慣稱的雅加達 |
| 1982年9月29日  | 《駐加達中華商會與駐臺北印尼商會間有關東爪哇農業技術合作協定備忘錄》                          | [ 註 6 ]             |
| 1987年8月24日  | 《中華民國與印度尼西亞共和國間郵政國際快捷郵件協議備忘錄》                                    |                      |
| 1988年11月17日 | 《駐雅加達中華商會與駐臺北印尼商會間空中業務協定》                                            | [ 註 7 ]             |
| 1990年2月9日   | 《駐印尼台北經濟貿易代表處與駐臺北印尼商會間關於投資促進合作瞭解備忘錄》                      | 以下簡稱台印         |
| 1990年12月19日 | 《台印投資保證協定》                                                                          |                      |
| 1995年3月1日   | 《台印避免所得稅雙重課稅及防杜逃稅協定》                                                      | [ 註 8 ]             |
| 2000年10月     | 《台印東南亞創業青年培訓計畫協議》                                                            | [ 59 ]               |
| 2004年4月13日  | 《台印海洋及漁業合作瞭解備忘錄》                                                              |                      |
| 2004年12月     | 《台印勞工合作備忘錄》                                                                        | [ 註 9 ]             |
| 2010年1月19日  | 《台印一鄉鎮一產業合作計畫書》                                                                |                      |
| 2011年5月      | 《台印高等教育合作備忘錄》                                                                    | [ 61 ]               |
| 2012年         | 《台印摩羅泰島共同開發計畫諒解備忘錄》                                                        |                      |
| 2012年9月11日  | 《中央廣播電台與印尼國家電台合作備忘錄》                                                      | [ 62 ]               |
| 2012年9月28日  | 《台印移民事務與防制人口販運及人蛇偷渡合作瞭解備忘錄》                                        |                      |
| 2017年3月      | 《台南市大學聯盟與穆罕馬迪亞大學聯盟合作備忘錄》 《台南市大學聯盟與國立伊斯蘭大學合作備忘錄》 | [ 26 ]               |
| 2017年5月      | 《臺印農業人力資源能力建構技術協議》                                                          | [ 26 ]               |
| 2017年12月20日 | 《台印大地測量及空間資訊測繪合作協定》                                                        |                      |
| 2018年6月      | 《卡拉旺綜合農業示範區強化農企業培育發展計畫行動計畫書》                                      | [ 32 ]               |
| 2018年6月29日  | 《臺印產業發展技職教育訓練合作瞭解備忘錄》                                                    |                      |
| 2018年8月24日  | 《臺印度量衡合作瞭解備忘錄》                                                                  |                      |
| 2018年10月11日 | 《印尼石化園區架構協定》                                                                      | [ 40 ]               |
| 2018年11月19日 | 《台印全面性經濟合作瞭解備忘錄》                                                              | [ 63 ]               |
| 2019年8月12日  | 《臺印臺灣經貿進修獎學金合作協定》                                                            |                      |
| 2020年3月19日  | 《臺印關於競爭法適用瞭解備忘錄》                                                              |                      |
| 2020年4月23日  | 《臺印貿易推廣合作瞭解備忘錄》                                                                |                      |
| 2022年8月19日  | 《臺印工業產品設計發展合作協定》                                                              |                      |
| 2024年5月3日   | 《臺印标准化及符合性評鑑領域合作瞭解備忘錄》                                                  |                      |

## 簽證

持中華民國護照的中華民國國民簽證要求分布圖：入境印尼可以落地簽證、電子簽證。

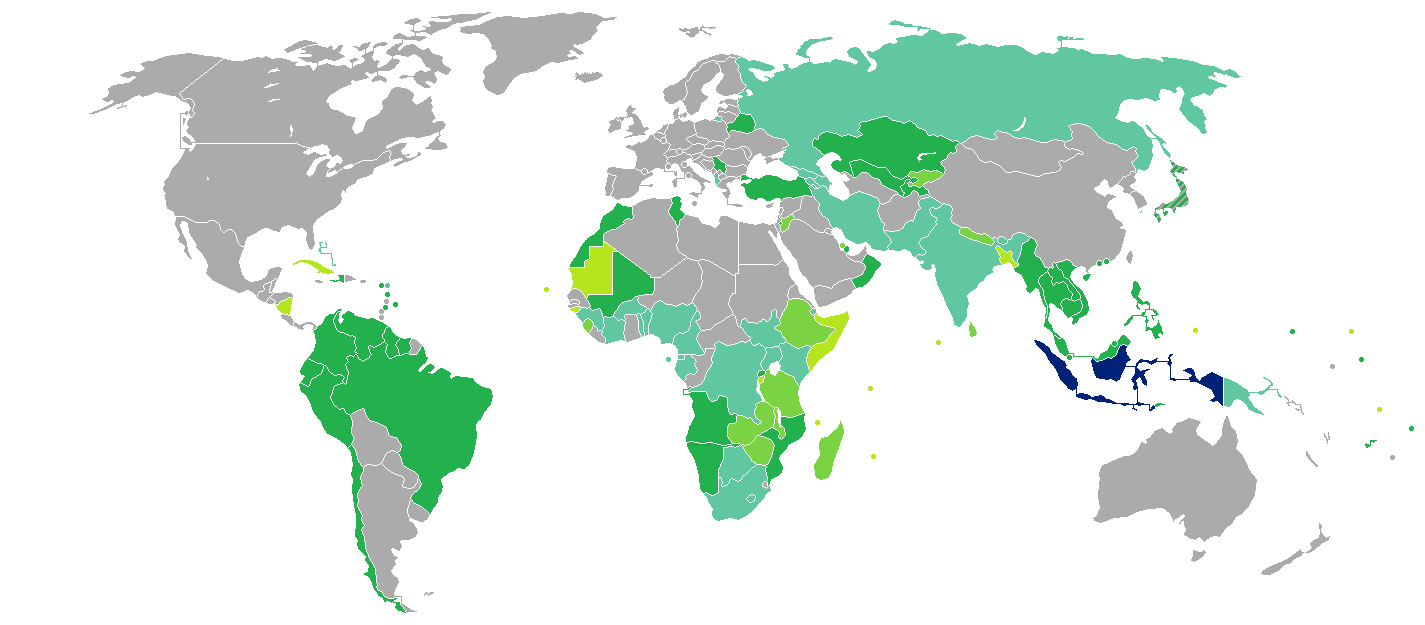
持印尼護照的印尼國民簽證要求分布圖：入境中華民國需要簽證。

持有中華民國護照的中華民國國民可以落地簽證或電子落地簽證（eVOA）的方式入境印尼，停留30天可延長1次。為防範與追蹤M痘疫情，外籍旅客於入境前須線上填寫健康通行證（SATUSEHAT Health Pass, SSHP）以供查驗。經印尼過境轉機，也可以落地簽證或電子落地簽證。
持有印尼護照的印尼國民符合特定要求者，可透過中華民國政府的「東南亞國家人民來臺先行上網查核」申請免簽證，停留最多14天；抵台參加團客旅遊，或由中央政府機關主辦、協辦或贊助之國際會議、運動賽事、商展或其他活動，則可以電子簽證入境中華民國，停留最多30天並不得延期。

### 事件
2011年3月，印尼外交部網頁「可申辦落地簽證國家」的資訊中，將台灣標註為「Taiwan, PRC」，中華民國外交部與駐印尼代表處向印尼外交部與駐台代表處表達嚴正關切。說明台灣與中國大陸互不隸屬，網頁所列名稱與事實不符，並請迅速更正，後印尼外交部已修正其名稱。
2024年7月，印尼旅遊暨創意經濟部長桑迪阿加表示印尼政府計劃開放20個國家與地區入境印尼免簽證政策，其中包含台灣。但8月公布的名單中沒有臺灣、美国、中國大陸、英国、澳洲。

## 交通

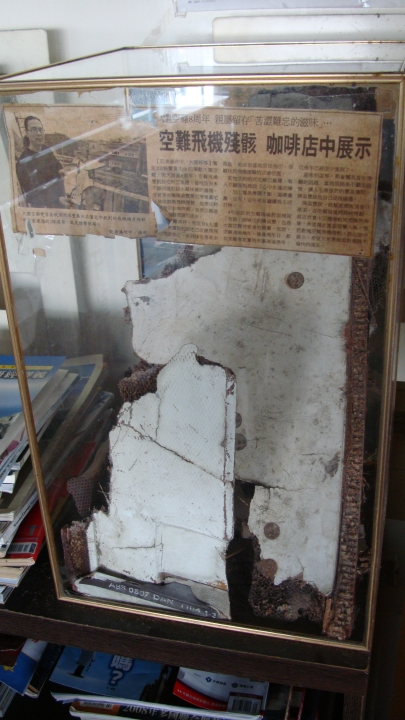
大園空難殘骸

### 航空
兩國有直航班機，雙邊航班來往的城市如下（截至2023年6月15日）：

#### 客運[72]
| 中華民國 | 印度尼西亞（按照都會區人口排列）                                    |
| -------- | ------------------------------------------------------------------- |
| 臺北     | 雅加達（中華航空、長榮航空、巴澤航空） 峇里島（中華航空、長榮航空） |

#### 貨運
| 中華民國 | 印度尼西亞             |
| -------- | ---------------------- |
| 臺北     | 雅加達（中華航空貨運） |

### 中華航空與加魯達印尼航空
臺灣中華航空與印尼加魯達印尼航空皆屬國際航空聯盟天合聯盟之成員，兩航於2011年簽署合作備忘錄以擴大進行雙方哩程酬賓、加強客貨運合營及前艙機組員訓練等合作項目。不過，由於不敵中華航空及長榮航空的競爭，載客量不如預期。加魯達印尼航空於2014年年底撤出臺灣、結束在臺分公司。

### 大園空難
參見：中華航空676號班機空難
1998年2月16日，自印尼峇里島伍拉·賴國際機場返回中正國際機場（現 臺灣桃園國際機場）的中華航空676班機，因降落高度過高、飛行員操作失誤造成空難，機上196名乘客與機組員及地面6人罹難，其中14名機組員及176名乘客為中華民國籍、3名美國籍乘客以及1名印尼籍乘客。罹難人員中包含參加東南亞中央銀行聯會的中央銀行總裁許遠東夫婦以及若干名中央銀行幹員。

## 外部連結
| - 中華民國外交部－印度尼西亞共和國簡介 （页面存档备份，存于） - 駐印尼台北經濟貿易代表處（Facebook、Twitter、僑務組） - 駐泗水臺北經濟貿易辦事處（Facebook、Twitter） - 外交部領事事務局－國外旅遊警示分級表 - 中華民國衛生福利部－國際旅遊疫情建議等級 - 中華民國國際經濟合作協會 （页面存档备份，存于） - 雅加達台灣貿易中心（Facebook、Instagram、YouTube） - 中印尼文化經濟協會 - 印尼臺灣商會聯合總會 - 印尼臺灣工商聯誼會聯合總會的Facebook專頁 - 印尼臺灣商會聯合總會青商會的Facebook專頁、LinkedIn | - 駐台北印尼經濟貿易代表處（Facebook、YouTube） |